# Distrito de Nyon
El distrito de Nyon es uno de los diez distritos del cantón de Vaud. Su capital es la ciudad de Nyon.

## Geografía
Limita al norte con el distrito de Jura-Nord vaudois, al este con Morges, al sureste con el departamento de Alta Saboya (Francia), al sur con el cantón de Ginebra, al oeste con Ain (Francia), y al noroeste con el Franco Condado (Francia).
Una parte del lago Lemán hace parte del distrito. A partir del 1 de enero de 2008, el distrito de Nyon se tomará algunas comunas del distrito de Rolle, debido a la reforma administrativa que se lleva a cabo en el cantón de Vaud. El nuevo distrito no cambiará de nombre.

## Comunas (desde 2008)
| Distrito de Nyon     | Distrito de Nyon       | Distrito de Nyon |
| Comunas              | Población (31.12.2014) | Superficie km²   |
| -------------------- | ---------------------- | ---------------- |
| Arnex-sur-Nyon       | 196                    | 2.04             |
| Arzier-Le Muids      | 2493                   | 51.91            |
| Bassins              | 1324                   | 20.79            |
| Begnins              | 1720                   | 4.78             |
| Bogis-Bossey         | 881                    | 2.45             |
| Borex                | 939                    | 1.98             |
| Bursinel             | 472                    | 1.77             |
| Bursins              | 768                    | 3.37             |
| Burtigny             | 371                    | 5.68             |
| Chavannes-de-Bogis   | 1272                   | 2.85             |
| Chavannes-des-Bois   | 876                    | 2.14             |
| Chéserex             | 1243                   | 10.56            |
| Coinsins             | 425                    | 2.91             |
| Commugny             | 2779                   | 6.51             |
| Coppet               | 3083                   | 1.87             |
| Crans-près-Céligny   | 2170                   | 4.32             |
| Crassier             | 1150                   | 2.03             |
| Duillier             | 1054                   | 4.11             |
| Dully                | 617                    | 1.66             |
| Essertines-sur-Rolle | 699                    | 6.95             |
| Eysins               | 1498                   | 2.38             |
| Founex               | 3528                   | 4.79             |
| Genolier             | 1906                   | 4.87             |
| Gilly                | 1082                   | 7.76             |
| Gingins              | 1244                   | 12.58            |
| Givrins              | 979                    | 3.97             |
| Gland                | 12 597                 | 8.32             |
| Grens                | 367                    | 2.56             |
| La Rippe             | 1086                   | 16.61            |
| Le Vaud              | 1239                   | 3.11             |
| Longirod             | 439                    | 9.44             |
| Luins                | 611                    | 2.67             |
| Marchissy            | 445                    | 11.98            |
| Mies                 | 1971                   | 3.45             |
| Mont-sur-Rolle       | 2629                   | 3.85             |
| Nyon                 | 19 738                 | 6.79             |
| Perroy               | 1413                   | 2.90             |
| Prangins             | 3987                   | 6.03             |
| Rolle                | 6067                   | 2.74             |
| Saint-Cergue         | 2356                   | 24.28            |
| Saint-George         | 957                    | 12.32            |
| Signy-Avenex         | 482                    | 1.93             |
| Tannay               | 1620                   | 1.82             |
| Tartegnin            | 228                    | 1.09             |
| Trélex               | 1425                   | 5.78             |
| Vich                 | 771                    | 1.56             |
| Vinzel               | 351                    | 1.09             |
| Total (47)           | 95 548                 | 307.34           |

### Comunas por círculo (hasta 2007)
| Arzier   | 2062   | 51,89 |
| Bassins  | 1047   | 20,80 |
| Begnins  | 1357   | 4,76  |
| Coinsins | 388    | 2,90  |
| Genolier | 1640   | 4,83  |
| Gland    | 10.684 | 8,30  |
| Le Vaud  | 1104   | 3,11  |
| Vich     | 700    | 1,56  |

| Arnex-sur-Nyon     | 108  | 2,04 |
| Bogis-Bossey       | 772  | 2,44 |
| Chavannes-de-Bogis | 927  | 2,85 |
| Chavannes-des-Bois | 373  | 2,13 |
| Commugny           | 2384 | 6,52 |
| Coppet             | 2542 | 1,87 |
| Crans-près-Céligny | 1804 | 4,29 |
| Founex             | 2721 | 4,79 |
| Mies               | 1486 | 3,47 |
| Tannay             | 1297 | 1,80 |

| Borex        | 870  | 2,01  |
| Chéserex     | 1163 | 10,60 |
| Crassier     | 1025 | 2,03  |
| Duillier     | 992  | 4,19  |
| Eysins       | 942  | 2,38  |
| Gingins      | 1086 | 12,58 |
| Givrins      | 872  | 3,97  |
| Grens        | 342  | 2,54  |
| La Rippe     | 941  | 16,61 |
| Saint-Cergue | 1835 | 24,26 |
| Signy-Avenex | 423  | 1,93  |
| Trélex       | 1213 | 5,69  |

| Nyon     | 17.215 | 6,82 |
| Prangins | 3517   | 6,06 |

## Cambios en las comunas

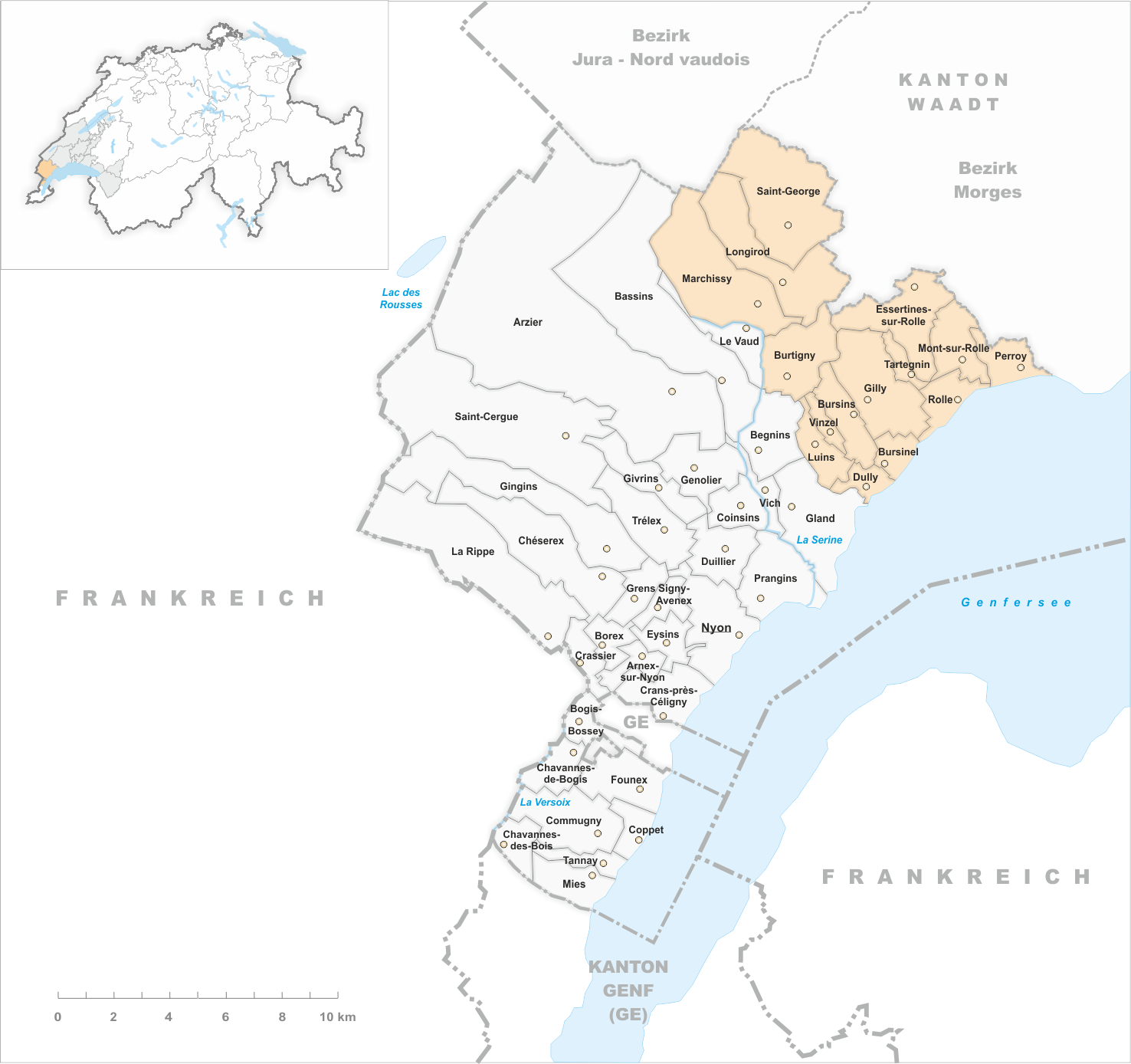
Comunas hasta 2007
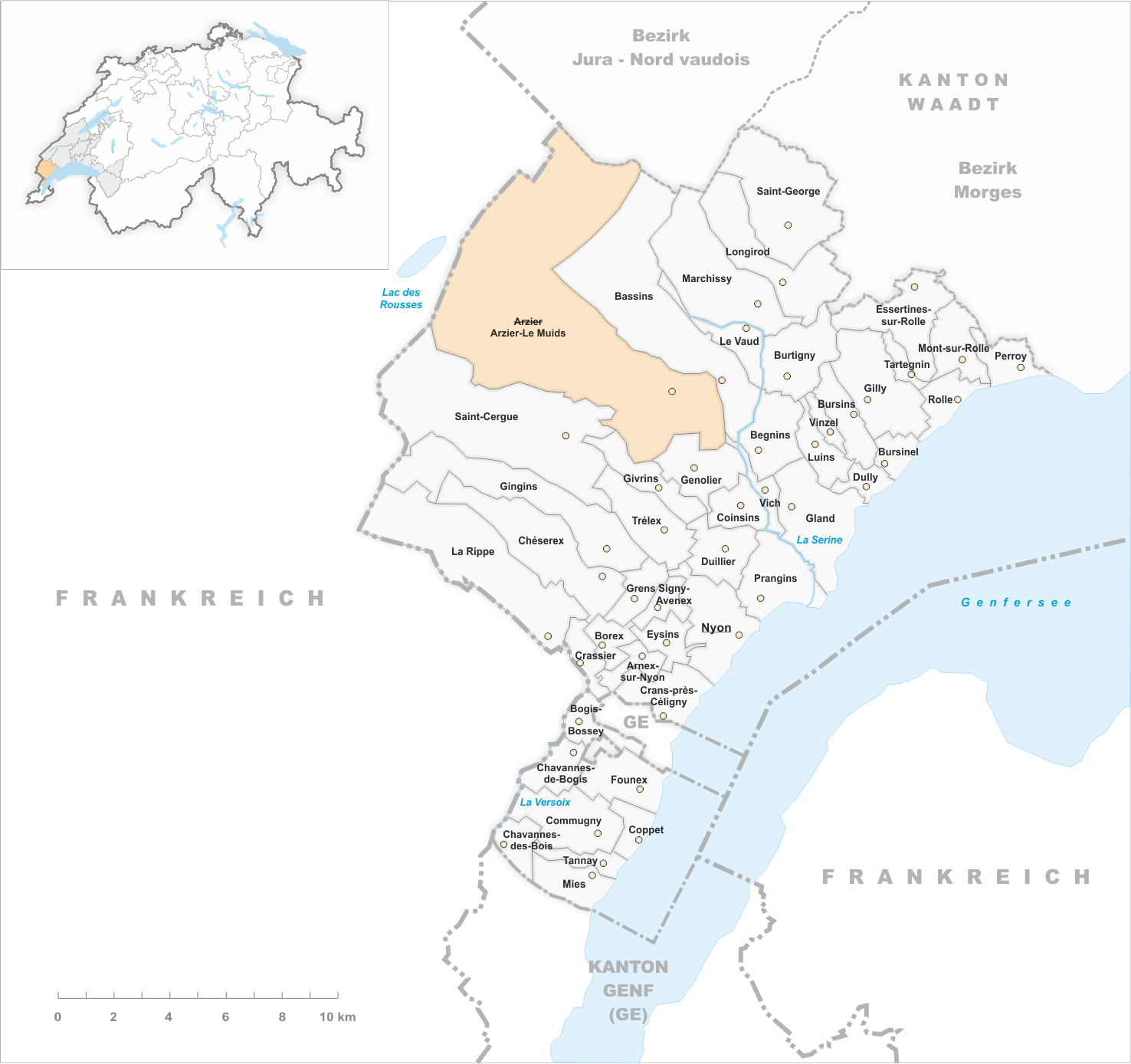
Comunas hasta 2014

- 1 de enero de 2008: Cambio de distrito de las comunas de Longirod, Marchissy y Saint-George del distrito de Aubonne → distrito de Nyon
- 1 de enero de 2008: Cambio de  distrito de las comunas de Bursinel, Bursins, Burtigny, Dully, Essertines-sur-Rolle, Gilly, Luins, Mont-sur-Rolle, Perroy, Rolle, Tartegnin y Vinzel  del distrito de Rolle → distrito de Nyon

- 1 de mayo de 2014: Cambio de nombre de Arzier → Arzier-Le Muids